# Anita Lasker-Wallfisch
Anita Lasker-Wallfisch (nascida Anita Lasker; 17 de julho de 1925) é uma violoncelista judia e membro sobrevivente da Orquestra Feminina de Auschwitz. 

## Família
Anita nasceu em uma família judaica em Breslau, na Alemanha, filha do Dr. Alfons Salomo Lasker e Edith Lasker. Seu pai era advogado. Sua mãe era uma violinista. Eles sofreram discriminação desde 1933, mas como seu pai tinha lutado na frente na Primeira Guerra Mundial, ganhando uma Cruz de Ferro, a família sentiu algum grau de imunidade da perseguição nazista.

## Segunda Guerra Mundial
Sua irmã mais velha, Marianne fugiu para a Inglaterra em 1941, o único membro da família a escapar do Holocausto no continente europeu. Em abril de 1942, seus pais foram levados e ela acreditava que eles tivessem morrido perto de Lublin, na Polônia. Anita e Renate não foram deportados como estavam trabalhando em uma fábrica de papel. Lá, eles encontraram franceses prisioneiros de guerra e começaram a forjar documentos para permitir franceses trabalhadores forçados a cruzar de volta para a França.
Em setembro de 1942, eles tentaram escapar para a França, mas foram presos por falsificação na estação de Breslau pela Gestapo. Apenas a sua mala, que já tinham colocado no trem, escapou. A Gestapo estava ansiosa por sua perda e notou cuidadosamente seu tamanho e cor.

## Campos de concentração
Anita e sua irmã foram enviados para o campo de concentração de Auschwitz em dezembro de 1943 em trens carcerárias separadas, uma forma muito menos esquálida chegar do que por caminhão de gado. Sua sociedade afortunada na Orquestra Feminina de Auschwitz conservou-a como os jogadores do violoncelo eram difíceis de substituir. A orquestra tocava marchas enquanto os trabalhadores escravos saíam do acampamento para cada dia de trabalho e quando voltavam. Eles também deram concertos para a Schutzstaffel.
Em outubro de 1944, o Exército Vermelho estava avançando e Auschwitz foi evacuado. Anita foi levada em um trem para o campo de concentração de Bergen-Belsen e sobreviveu seis meses com quase nada comer. Após a libertação pelo Exército Britânico foi transferida primeiramente a um campo próximo das pessoas deslocadas. Sua irmã Renate, que podia falar inglês, tornou-se intérprete do exército britânico.
Durante o Julgamento de Belsen, que ocorreu de setembro a novembro de 1945, Anita testemunhou contra, entre outros, o comandante do campo Josef Kramer, o médico do campo Fritz Klein e o comandante do campo Franz Hössler, todos condenados à morte e enforcados naquele ano.

## Pós-guerra
Em 1946, Anita e Renate mudaram-se para a Grã-Bretanha com a ajuda de Marianne. Anita se casou com o pianista Peter Wallfisch e é mãe de dois filhos. Seu filho, Raphael Wallfisch, é um violoncelista. Sua filha, Maya Jacobs-Wallfisch, é uma psicoterapeuta. Anita juntou a Orquestra de Câmara Inglesa, executando como um membro e como um artista solo, e excursionou internacional. Seu neto, Benjamin Wallfisch é um compositor.
Depois de quase 50 anos longe da Alemanha, ela finalmente voltou lá em turnê com o ECO em 1994. Desde então, e como testemunha e vítima do período nazista, ela visitou escolas alemãs e austríacas para falar e explicar suas experiências. Nessa nota, ela promove o trabalho para o Novo Kreisau, na Polônia, bem como o trabalho da Fundação Freya von Moltke e do legado dos Círculos de Kreisau. Em 1996, ela publicou seu livro de memórias Herdar a Verdade.
Em 2011, recebeu um grau honorário como Doutor em Divindade da Universidade de Cambridge.